# Smokiem i mieczem
Smokiem i mieczem (oryg. George and the Dragon) – film z 2004 roku w reżyserii Toma Reeve.

## Opis fabuły
Akcja filmu toczy się w średniowiecznej Anglii. Skończyła się pierwsza krucjata ku odkupieniu Świętego Kraju. Wszyscy rycerze, giermkowie, i mnisi wracają przez Europę do swojego kraju. Wśród nich znajduje się także Jerzy. Po przeżyciach związanych z Palestyną postanawia schować swój miecz i zacząć prowadzić spokojne życie bez walk. Jego plan przechodzi w niepamięć, gdy wkracza na ziemię króla Edgar'a i dowiaduje się, że królewska córka zaginęła. Nie zastanawiając się ani chwili dłużej postanawia wyruszyć na poszukiwania.

## Obsada
- James Purefoy – George
- Piper Perabo – księżniczka Lunna
- Patrick Swayze – Garth
- Michael Clarke Duncan – Tarik
- Bill Treacher – Elmendorf
- Jean-Pierre Castaldi – Ojciec Bernard
- Rollo Weeks – Wryn
- Paul Freeman – sir Robert
- Stefan Jürgens – Bulchar